# Jomo Kenyatta
Jomo Kenyatta (Ichaweri, 20 oktober 1893 - Mombassa, 22 augustus 1978) was een Keniaanse politicus die Kenia regeerde als eerste premier van 1963 tot 1964 en vervolgens als eerste president van 1964 tot aan zijn dood in 1978. Hij speelde een belangrijke rol in de transformatie van Kenia van een kolonie van het Britse Rijk naar een onafhankelijke republiek. Ideologisch gezien was hij een Afrikaans nationalist en een 
conservatief. Hij leidde de Kenya African National Union (KANU)-partij van 1961 tot aan zijn dood.
Kenyatta werd geboren in een gezin van Kikuyu-boeren in Kiambu, Brits Oost-Afrika. Hij kreeg onderwijs op een missieschool en werkte in verschillende banen voordat hij politiek betrokken raakte via de Kikuyu Central Association. In 1929 reisde hij naar Londen om te lobbyen voor Kikuyu- landbelangen. In de jaren dertig studeerde hij aan de Communistische Universiteit van de Arbeiders van het Oosten in Moskou, aan University College London en aan de London School of Economics. In 1938 publiceerde hij een antropologische studie van het Kikuyu-leven en werkte daarna als landbouwarbeider in Sussex tijdens de Tweede Wereldoorlog. Onder invloed van zijn vriend George Padmore omarmde hij anti-koloniale en Pan-Afrikaanse ideeën en organiseerde mede het Pan-Afrikaanse Congres in Manchester in 1945. Hij keerde in 1946 terug naar Kenia en werd schooldirecteur. In 1947 werd hij gekozen tot voorzitter van de Kenya African Union, waarmee hij pleitte voor onafhankelijkheid van de Britse koloniale overheersing, wat brede steun kreeg onder de inheemse bevolking maar vijandigheid opwekte bij de witte kolonisten. In 1952 was hij een van de Kapenguria Six die werden gearresteerd en beschuldigd van het organiseren van de anti-koloniale Mau Mau-opstand. Hoewel hij zijn onschuld bleef volhouden – een standpunt dat door latere historici werd gedeeld – werd hij veroordeeld. Hij werd gevangengezet in Lokitaung en bleef daar tot 1959 en werd vervolgens verbannen naar Lodwar tot 1961.
Na zijn vrijlating werd Kenyatta voorzitter van de KANU en leidde de partij naar de overwinning bij de algemene verkiezingen van 1963. Als premier leidde hij de overgang van de kolonie Kenia naar een onafhankelijke republiek, waarvan hij in 1964 president werd. Hij streefde naar een eenpartijstaat en centraliseerde de regionale bevoegdheden naar zijn regering, onderdrukte politieke oppositie en verbood KANU's enige rivaal – de linkse Kenya People's Union van Jaramogi Oginga Odinga – om deel te nemen aan de verkiezingen. Hij bevorderde verzoening tussen de inheemse etnische groepen van het land en de Europese minderheid, hoewel zijn relatie met de Indiërs in Kenia gespannen was en het Keniaanse leger botste met Somalische separatisten in de Noordoostelijke Provincie tijdens de Shifta-oorlog. Zijn regering voerde kapitalistische economische beleidsmaatregelen door en promootte de "Afrikanisering" van de economie, waarbij niet-burgers werd verboden controle uit te oefenen over belangrijke industrieën. Onderwijs en gezondheidszorg werd wuitgebreid, terwijl door het VK gefinancierde landherverdeling vooral KANU-getrouwen begunstigde en etnische spanningen verergerde. Onder Kenyatta trad Kenya toe tot de Organisatie van Afrikaanse Eenheid en het Gemenebest van Naties, met een prowesters en anti-communistisch buitenlands beleid tijdens de Koude Oorlog. Kenyatta stierf in functie en werd opgevolgd door Daniel arap Moi. Kenyatta's zoon Uhuru werd later ook president.
Kenyatta was een controversieel figuur. Voorafgaand aan de onafhankelijkheid van Kenya beschouwden veel blanke kolonisten hem als een onruststoker en ontevredene, hoewel hij in heel Afrika wijdverbreid respect verwierf als anti-kolonialist. Tijdens zijn presidentschap kreeg hij de eretitel Mzee en werd hij geprezen als de Vader des Vaderlands, waarbij hij zowel de zwarte meerderheid als de witte minderheid achter zich kreeg met zijn boodschap van verzoening. Daarentegen werd zijn bewind bekritiseerd als dictatoriaal, autoritair, neokoloniaal, van het begunstigen van Kikuyu boven andere etnische groepen en het faciliteren van wijdverspreide corruptie.

## Vroege leven

### Kindertijd
Als lid van het Kikuyu-volk werd Kenyatta geboren onder de naam Kamau in het kleine landelijke dorp Ngenda.Geboorteregistraties werden toen niet bijgehouden onder de Kikuyu, en Kenyatta’s geboortedatum is niet bekend. Een biograaf, Jules Archer, suggereerde dat hij waarschijnlijk in 1890 of 1891 werd geboren, hoewel een uitgebreidere analyse door Jeremy Murray-Brown een geboortedatum rond 1897 of 1898 suggereerde. Kenyatta’s vader heette Muigai en zijn moeder Wambui. Ze woonden op een erf bij de rivier Thiririka, waar ze gewassen verbouwden en schapen en geiten fokten. Muigai was welvarend genoeg om meerdere vrouwen te onderhouden, die elk in een aparte nyũmba (vrouwelijke hut) woonden.
Kenyatta werd opgevoed volgens de traditionele Kikuyu-gebruiken en geloof, en leerde de vaardigheden die nodig waren om de kudde van de familie te hoeden.Toen hij 10 jaar oud was, werden zijn oorlellen doorboord om zijn overgang van kindertijd naar volwassenheid te markeren. Kort daarna kreeg Wambui nog een zoon, Kongo, vlak voordat Muigai overleed. In overeenstemming met de Kikuyu-traditie trouwde Wambui daarna met de jongere broer van haar overleden echtgenoot, Ngengi. Kenyatta nam toen de naam Kamau wa Ngengi aan ("Kamau, zoon van Ngengi"). Wambui kreeg met haar nieuwe man nog een zoon, die zij ook Muigai noemden. Ngengi was streng en vijandig tegenover de drie jongens, en Wambui besloot haar jongste zoon mee te nemen naar haar familie verder naar het noorden. Daar stierf ze, en Kenyatta—die erg op de jongere Muigai gesteld was—reisde om zijn halfbroer op te halen. Kenyatta trok vervolgens in bij zijn grootvader, Kongo wa Magana, en hielp hem in zijn rol als traditionele genezer.
In november 1909 verliet Kenyatta zijn huis en schreef zich in als leerling bij de Kerk van Schotland missie (CSM) in Thogoto. De missionarissen waren vurige christenen die geloofden dat het brengen van het christendom naar de inheemse volkeren van Oost-Afrika deel uitmaakte van de Britse civilisatie-missie. Terwijl hij daar verbleef, woonde Kenyatta op de kleine kostschool, waar hij verhalen uit de Bijbel leerde en les kreeg in lezen en schrijven in het Engels.Hij voerde ook klusjes uit voor de missie, zoals afwassen en tuinieren. Hij werd al snel vergezeld in de missie door zijn broer Kongo. Hoe langer de leerlingen bleven, hoe meer ze zich gingen ergeren aan de neerbuigende manier waarop veel Britse missionarissen hen behandelden.
Kenyatta's academische vooruitgang was onopvallend, en in juli 1912 werd hij leerling van de timmerman van de missie. Dat jaar sprak hij zijn toewijding aan het christendom uit en begon hij aan zijn catechisatie.In 1913 onderging hij het Kikuyu circumcisieritueel; de missionarissen keurden deze gewoonte over het algemeen af, maar het was een belangrijk aspect van de Kikuyu-traditie, waarmee Kenyatta werd erkend als volwassene. Gevraagd om een christelijke naam te kiezen voor zijn aanstaande doop, koos hij aanvankelijk zowel Johannes als Petrus, naar de apostelen van Jezus. Gedwongen door de missionarissen om slechts één naam te kiezen, koos hij voor Johnstone, waarbij -stone verwees naar Petrus. Dienovereenkomstig werd hij in augustus 1914 gedoopt als Johnstone Kamau. Na zijn doop verliet Kenyatta de missie en ging bij vrienden wonen. Nadat hij zijn leerlingperiode bij de timmerman had afgerond, verzocht Kenyatta de missie om hem leerling-steenhouwer te laten worden, maar dit werd geweigerd. Vervolgens vroeg hij de missie om hem aan te bevelen voor een baan, maar de hoofdmissionaris weigerde dit vanwege een beschuldiging van een kleine oneerlijkheid.

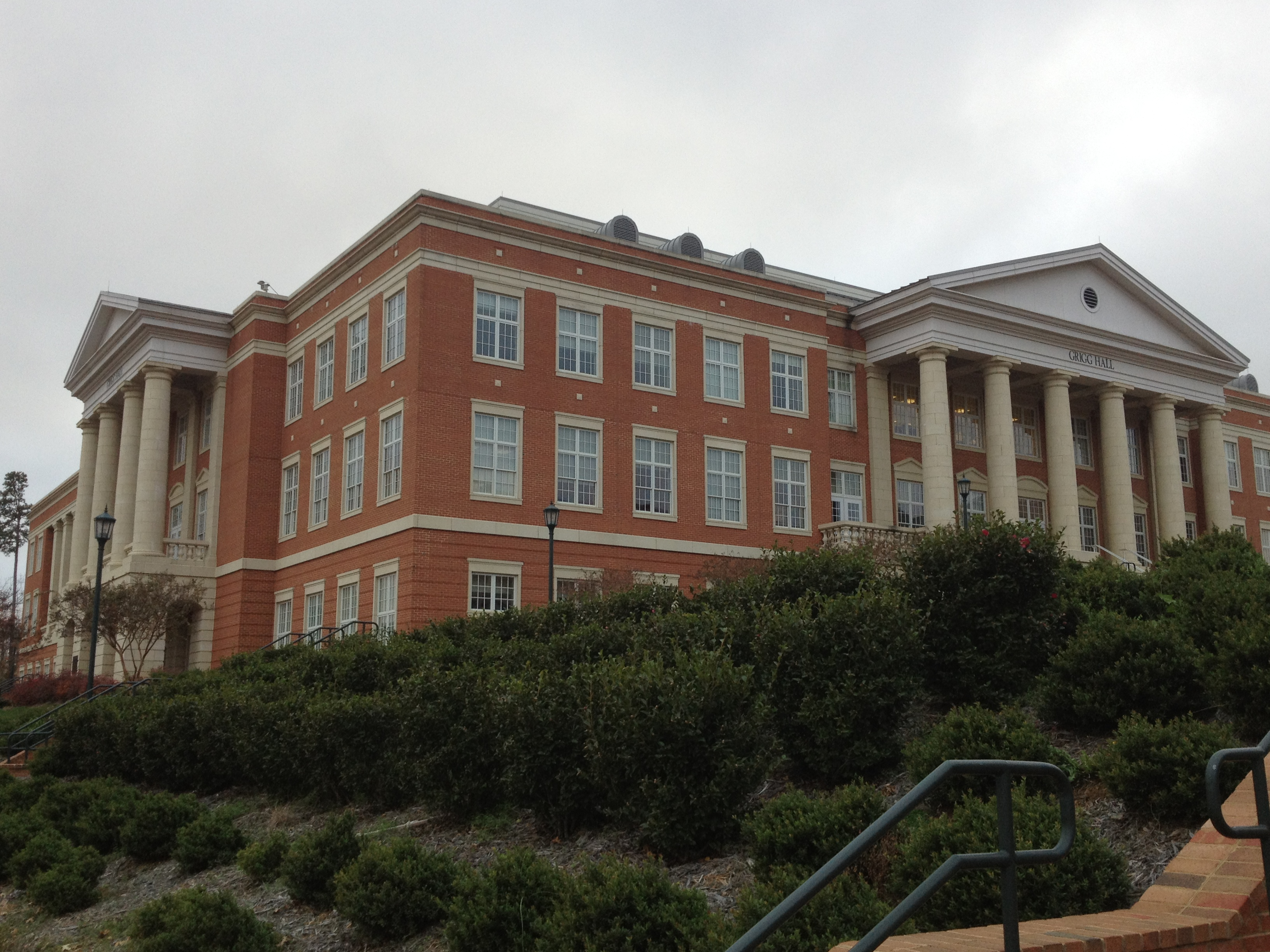
Kenyatta voerde campagne tegen veel van de acties van Edward Grigg, gouverneur van Kenia. Grigg probeerde veel van Kenyatta's activiteiten te onderdrukken.

Het anti-imperialisme nam toe onder zowel de inheemse als de Indiase gemeenschappen in Kenia na de Ierse Onafhankelijkheidsoorlog en de Russische Oktoberrevolutie. Veel inheemse Afrikanen waren verontwaardigd dat ze ten allen tijde het kipande-identiteitsbewijs bij zich moesten dragen, verboden waren koffie te verbouwen en belasting moesten betalen zonder politieke vertegenwoordiging. Na de Eerste Wereldoorlog vonden er politieke onrusten plaats in Kikuyuland—het gebied dat voornamelijk door de Kikuyu werd bewoond—waaronder de campagnes van Harry Thuku en de East African Association, wat resulteerde in het bloedbad van 21 inheemse demonstranten door de regering in maart 1922.Kenyatta had niet deelgenomen aan deze gebeurtenissen, waarschijnlijk om zijn lucratieve werkgelegenheidsvooruitzichten niet te verstoren.
Kenyatta's interesse in politiek kwam voort uit zijn vriendschap met James Beauttah, een vooraanstaand figuur in de Kikuyu Central Association (KCA). Beauttah nam Kenyatta mee naar een politieke bijeenkomst in Pumwani, maar dit leidde op dat moment niet tot vaste betrokkenheid. In 1925 of begin 1926 verhuisde Beauttah naar Oeganda, maar hij bleef in contact met Kenyatta. Toen de KCA Beauttah vroeg om naar Londen te reizen als hun vertegenwoordiger, weigerde hij, maar hij raadde aan dat Kenyatta—die een goede beheersing van de Engelse taal had—hem zou vervangen. Kenyatta accepteerde, waarschijnlijk op voorwaarde dat de Associatie zijn bestaande salaris zou evenaren. Hij werd vervolgens de secretaris van de groep.
Waarschijnlijk kocht de KCA een motorfiets voor Kenyatta, waarmee hij door Kikuyuland en aangrenzende gebieden, bewoond door de Meru en Embu, reisde om nieuwe KCA-afdelingen op te richten. In februari 1928 maakte hij deel uit van een KCA-delegatie die Government House in Nairobi bezocht om bewijs te leveren aan de Hilton Young-commissie, die toen een federatie tussen Kenia, Oeganda en Tanganyika overwoog. In juni maakte hij deel uit van een KCA-team dat verscheen voor een selectiecommissie van de Wetgevende Raad van Kenia om zorgen te uiten over de recente invoering van Land Boards. Ingesteld door de Britse gouverneur van Kenia, Edward Grigg, zouden deze Land Boards al het land in inheemse reservaten beheren namens elke stamgroep. Zowel de KCA als de Kikuyu Association verzetten zich tegen deze Land Boards, die het Kikuyu-land als collectief eigendom behandelden in plaats van individueel eigendom van de Kikuyu te erkennen. In februari werd ook zijn dochter, Wambui Margaret, geboren. Op dit moment begon hij steeds vaker de naam "Kenyatta" te gebruiken, wat er Afrikaanser uitzag dan "Johnstone".
In mei 1928 lanceerde de KCA een Kikuyu-talig tijdschrift, Mũigwithania (vrij vertaald als "De Verzoener" of "De Vereniger"), waarin nieuws, artikelen en preken werden gepubliceerd. Het doel was om de Kikuyu te verenigen en geld in te zamelen voor de KCA. Kenyatta werd vermeld als de redacteur van de publicatie, hoewel Murray-Brown suggereerde dat hij niet de sturende kracht erachter was en dat zijn taken voornamelijk beperkt waren tot het vertalen naar het Kikuyu. Zich ervan bewust dat Thuku was verbannen vanwege zijn activisme, koos Kenyatta voor een voorzichtige benadering van campagnevoeren, en in Mũigwithania sprak hij zijn steun uit voor de kerken, districtscommissarissen en stamhoofden. Hij prees ook het Britse Rijk en verklaarde: "Het eerste [over het Rijk] is dat alle mensen rechtvaardig worden bestuurd, groot of klein—gelijkwaardig. Het tweede is dat niemand als slaaf wordt beschouwd, iedereen is vrij om te doen wat hij of zij wil zonder gehinderd te worden." Dit weerhield Grigg er echter niet van om de autoriteiten in Londen te schrijven met het verzoek om het tijdschrift te sluiten.